# 차약송
차약송(車若松, ? ∼ 1204년)은 고려의 무신이자 재상이다. 본관은 연안(延安). 벼슬이 개부의동삼사(開府儀同三司) 수태위중서평장사(守太尉中書平章事)에 이르렀다.

## 생애
아버지는 직사관(直史館) 차거수(車擧首)이다. 차약송과 그 형 차약춘(車若椿)이 어렸을 때 차거수는, “약춘은 문학으로 출세할 것이니 학문에 힘써야 할 것이고, 약송은 무예로 이름을 드날릴 것이다.”고 격려했다. 과연 차약춘은 과거에 급제하여 문관으로 관직이 병부시랑(兵部侍郞)에 이르렀고, 차약송은 금위(禁衛)로 등용되어, 명종 때 낭장(郞將)을 거쳐 장군으로 임명되었다.
중방(重房)에서, “경인년(의종 24, 1170년) 이후로 무관이 모두 문관을 겸임했는데, 내시(內侍)·다방(茶房)만은 겸임하지 못하고 있으니 겸임을 허락해주십시오.”라고 건의하자, 왕이 차약송 등 무관 43명으로 하여금 내시·다방을 겸하게 하였다. 무관이 이 직책을 겸임하게 된 것은 차약송 등으로부터 시작되었다.
1197년(명종 27) 추밀원부사(樞密院副使)로 임명되고, 1201년(신종 4) 수사공(守司空)·참지정사(叅知政事)로 승진하였다.
차약송이 기홍수(奇洪壽)와 함께 중서성(中書省)으로 들어가 재상이 되었다. 어느 날 조회를 마친 뒤 차약송이, “공작(孔雀)은 잘 있소?” 하고 묻자, 기홍수가 “생선을 먹다가 가시가 목구멍에 걸려 죽었소.”라고 대답했다. 이어 기홍수가 모란을 기르는 방법을 묻자, 차약송이 그 방법을 상세하게 일러주었다. 그 대화를 듣고 있던 사람들이, “재상의 직위에 있는 사람들이 나라를 경륜하는 방법을 논의해야 마땅한데, 꽃과 새에 대해서만 논의하고 있으니 어떻게 백관들의 모범이 되겠는가?” 라며 탄식했다.
1203년 개부의동삼사(開府儀同三司)·수태위(守太尉)·중서평장사(中書平章事)에 이르렀다.
기생을 첩으로 삼아 아들 둘을 낳았는데, 맏아들은 국학(國學)에 들어가 복응재(服膺齋)의 생도가 되고, 둘째 아들은 유품(流品)으로 들어갔다. 최충헌(崔忠獻)이 몰래 어사대(御史臺)를 사주해 왕에게 건의하여 그들을 영관(伶官)에 소속시켜 7품으로 제한하였으며, 학적(學籍)마저 삭제시켰다.